# Wilhelm von Blois

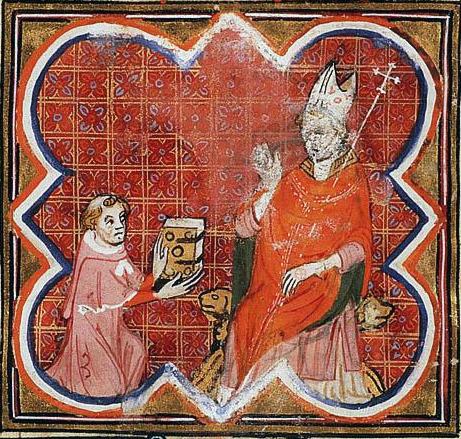
Petrus Comestor übergibt sein Werk an Wilhelm von Blois, Erzbischof von Sens (Buchmalerei um 1375)

Wappen des Kardinals von Champagne (schematische Darstellung)

Wilhelm von Blois, genannt Wilhelm mit den weißen Händen (Guillaume aux Blanches Mains, * 1135; † 7. September 1202), war Bischof von Chartres (1164–1176), Erzbischof von Sens (1169–1176), Erzbischof von Reims (1176–1202) und Kardinal. Er war der erste Erzbischof von Reims, der Pair von Frankreich und Herzog von Reims war.

## Leben
Geboren als Sohn des Grafen Theobald (Thibaut) IV. von Blois und der Mathilde von Kärnten, wurde Wilhelm bereits sehr jung zum Kirchendienst bestimmt und von Bernhard von Clairvaux erzogen. Er wurde Kanoniker in Saint-Quiriace in Provins, dann Kirchenvogt von Soissons und Troyes. 1164 wurde er zum Bischof von Chartres gewählt und trotz seines geringen Alters und des Zögerns Papst Alexanders III. auch bestätigt. 1169 wählte ihn das Domkapitel von Sens zum Erzbischof; er trat die neue Aufgabe an, gab aber die alte dafür nicht auf.
Wilhelm von Blois bestätigte die Privilegien der jüngst gegründeten Stadt Villeneuve-l’Archevêque und stellte die Ordnung in einigen Klöstern wieder her, in denen die monastischen Regeln gelockert worden waren. 1175, nach dem Tod des Erzbischofs Heinrich wählte ihn das Domkapitel von Reims zu seinem Nachfolger. Im Zusammenhang mit dem Amtsantritt gab er diesmal seine bisherigen Bistümer auf. Im gleichen Jahr salbte er seinen Neffen Philipp II. zum König von Frankreich als Mitkönig von dessen Vater Ludwig VII.
Dies hinderte ihn aber nicht daran, als einer der Brüder der Königinmutter Adele von Champagne der Koalition beizutreten, die sich nach dem Tod Ludwigs VII. 1180 im Jahr darauf gegen den neuen König stellte, da die Familie, das Haus Blois, um ihre Machtposition als Regenten des Reiches fürchtete. Als der von Philipp II. und Adele jeweils angesprochene englische König Heinrich II., der gleichzeitig als Herzog der Normandie und der Guyenne der mächtigste Vasall der Krone war, sich auf die Seite Philipps stellte, und auch klar erkennen ließ, dass er seinen königlichen Cousin in Frankreich niemals im Stich lassen und ihn gegen größere Attacken der Grafen sogar schützen würde, brach die Koalition auseinander. 1182 unterwarf sich Wilhelm seinem Neffen.
Im Jahr 1182 erließ Wilhelm die Loi de Beaumont, mit dem er die Ortschaft Beaumont-en-Argonne zur Stadt erhob.